# Велика жупа Винодол-Підгір'я
Велика жупа Винодол-Підгір'я (хорв. Velika župa Vinodol-Podgorje) — адміністративно-територіальна одиниця Незалежної Держави Хорватії (НДХ), що існувала з 16 липня 1941 до 8 травня 1945 року на території Хорватії.
Адміністративним центром був Сень. Складалася з районів, які називалися «котари» або «котарські області» (хорв. kotarske oblasti) і збігалися в назві з їхніми адміністративними центрами:
- Бринє (з 20 грудня 1941)
- Карлобаг (з 15 липня 1941)
- Кралєвиця (з 15 вересня 1941)
- Новий
- Паг (з 15 серпня 1941)
- Раб (з 5 липня 1944)
- Сень
- Цриквениця

Цивільною адміністрацією у великій жупі керував великий жупан (на зразок префекта), якого призначав поглавник (вождь) Анте Павелич. Великим жупаном був Мирослав Сушич.
20 травня 1944 року на цій території було оголошено надзвичайний стан. Цивільну владу замінила військова. Питання цивільного управління перейшли до командувача військ берегової ділянки Ліки. 28 березня 1945 з питань цивільного управління при командувачі було призначено керівника цивільної адміністрації.
До 5 липня 1944 р. у цю велику жупу входив і район Паг, який після того перейшов до великої жупи Сидрага-Равні-Котари. Замість нього з 5 липня 1944 р. внаслідок падіння Італії до складу цієї великої жупи ввійшов район Раб.